# Alarm call
«Alarm Call» es un sencillo lanzado en noviembre de 1998 por la cantante y compositora islandesa Björk. El mismo pertenece a Homogenic, álbum lanzado en 1997.

## Acerca de la canción
La canción Alarm Call fue escrita por Björk y producida por Björk. La canción habla de renacer a través de la música. Se rumorea de que la canción está dedicada a Michael Jackson.

## Video musical
El video musical estuvo a cargo de Me Company, una empresa de diseño gráfico ubicada en Londres. La dirección fue de Alexander McQueen. 
En este, Björk está acostada sobre una balsa en el medio de un pantano donde juega con cocodrilos, grillos, serpientes y peces, entre otros animales.
La versión de la canción que aparece en el video es Alarm Call pero con la velocidad aumentada, además de remixada por Matmos, aunque realmente casi toda la música esté cambiada, el bajo sigue siendo el mismo, el comienzo es repetido al final de la canción, etc. De este modo se creó una versión más Pop-Dance del tema.
Se rumorea que sea la continuación de Bachelorette en la saga de Isobel (Human Behaviour, Isobel y Bachellorette), ya que podría ser que, también cansada de la ciudad, Isobel vuelve al campo a vivir entre la naturaleza.

## Sencillo

### CD 1
1. «Alarm Call» - Radio Mix (Video Versión)
2. «Alarm Call» - Rhythmic Phonetics Mix
3. «Alarm Call» - Bjeck Mix

### CD 2
1. «Alarm Call» - Potage Du Jour
2. «Alarm Call» - French Edit
3. «Alarm Call» - French Dub

### CD 3
1. «Alarm Call» - Phunk You
2. «Alarm Call» - Gangsta
3. «Alarm Call» - Locked